# La Llorona (chanson)
Pour les articles homonymes, voir La Llorona (homonymie).
La Llorona est une chanson traditionnelle mexicaine d'auteur inconnu, inspirée de la légende de La Llorona. Bien que la légende trouve dans un amour dans l'état du sud du Mexique (Oaxaca), avant la colonisation de la future Amérique latine[Quoi ?], la chanson semble dater seulement de la fin du XIXe siècle ou du début du XXe[réf. nécessaire]. Elle relève du son istmeño, un genre musical originaire de l'isthme de Tehuantepec. Sa notoriété est grande dans tout le Mexique, ainsi qu'au sud-ouest des États-Unis où réside une forte population de culture hispanique et latino-américaine.

## Interprétation
La Llorona est interprétée et parfois largement adaptée par de nombreux chanteurs et compositeurs, principalement mexicains comme Chavela Vargas, Aida Cuevas, Eugenia León, Óscar Chávez, Lola Beltrán, Regina Orozco, Ximena Sariñana, Susana Harp. D'autres artistes, argentins, colombiens, espagnols, américains, etc., ont également adapté et interprété La Llorona ; c'est le cas par exemple de Raphael, Lila Downs et Julio Jaramillo ou encore Olivia Ruiz. Des interprétations purement musicales existent également, comme celle de Charles Lloyd & The Marvels.

## Notoriété
La notoriété de la chanson traditionnelle La Llorona est grande dans tout le Mexique, ainsi qu'au sud-ouest des États-Unis où réside une forte population de culture hispanique et latino-américaine.
Cette notoriété est attestée par les nombreuses interprétations de cette chanson (cf. supra) en concert ou bien dans des films comme Frida ou Coco.

## Paroles
Salías de un templo un día, Llorona
Cuando al pasar yo te vi
Salías de un templo un día, Llorona
Cuando al pasar yo te vi
Hermoso huipil llevabas, Llorona
Que la virgen te creí.
Hermoso huipil llevabas, Llorona
Que la virgen te creí
Ay de mí Llorona Llorona
Llorona De un campo lirio
Ay de mí Llorona Llorona
Llorona De un campo lirio
El que no sabe de amores Llorona
No sabe lo que es martirio
El que no sabe de amores Llorona
No sabe lo que es martirio
No sé qué tienen las flores Llorona
Las flores de un camposanto
No sé qué tienen las flores Llorona
Las flores de un camposanto
Que cuando las mueve el viento Llorona
Parece que están llorando
Que cuando las mueve el viento Llorona
Parece que estén llorando
Ay de mí Llorona Llorona
Llorona Llévame al río
Ay de mí Llorona Llorona
Llorona Llévame al río
Tápame con tu rebozo Llorona
porque Me muero de frío
Tápame con tu rebozo Llorona
porque Me muero de frío
Dos besos llevo en el alma Llorona
Que no se apartan de mí
Dos besos llevo en el alma Llorona
Que no se apartan de mí
El último de mi madre Llorona
Y el primero que te di
El último de mi madre Llorona
Y el primero que te di